# Hemmabio (tidskrift)
Hemmabio (HemmaBio) är en tidning för hemelektronik som utges av Tidningen Hifi Musik AB. Chefredaktör är Jonas Olsson.